# Laugardalsvöllur
Laugardalsvöllur je islandský národní fotbalový stadion v hlavním městě Reykjavíku, kde hraje své domácí zápasy islandská fotbalová reprezentace a klub Fram Reykjavík. Má kapacitu 15 427 míst. Mimo fotbalu se zde konají atletické závody, stadion je vybaven atletickou dráhou.
Otevřen byl v roce 1958, protilehlá tribuna byla postavena v roce 1997, stará byla renovována a rozšířena v roce 2006. Kapacita může být rozšířena díky provizorním tribunám o kapacitě 1 500 míst každá.
Rekord v návštěvnosti na fotbalovém zápase se datuje k 18. srpnu 2004, kdy domácí Island hostil Itálii a porazil ji před 20 204 diváky 2:0.

## Galerie

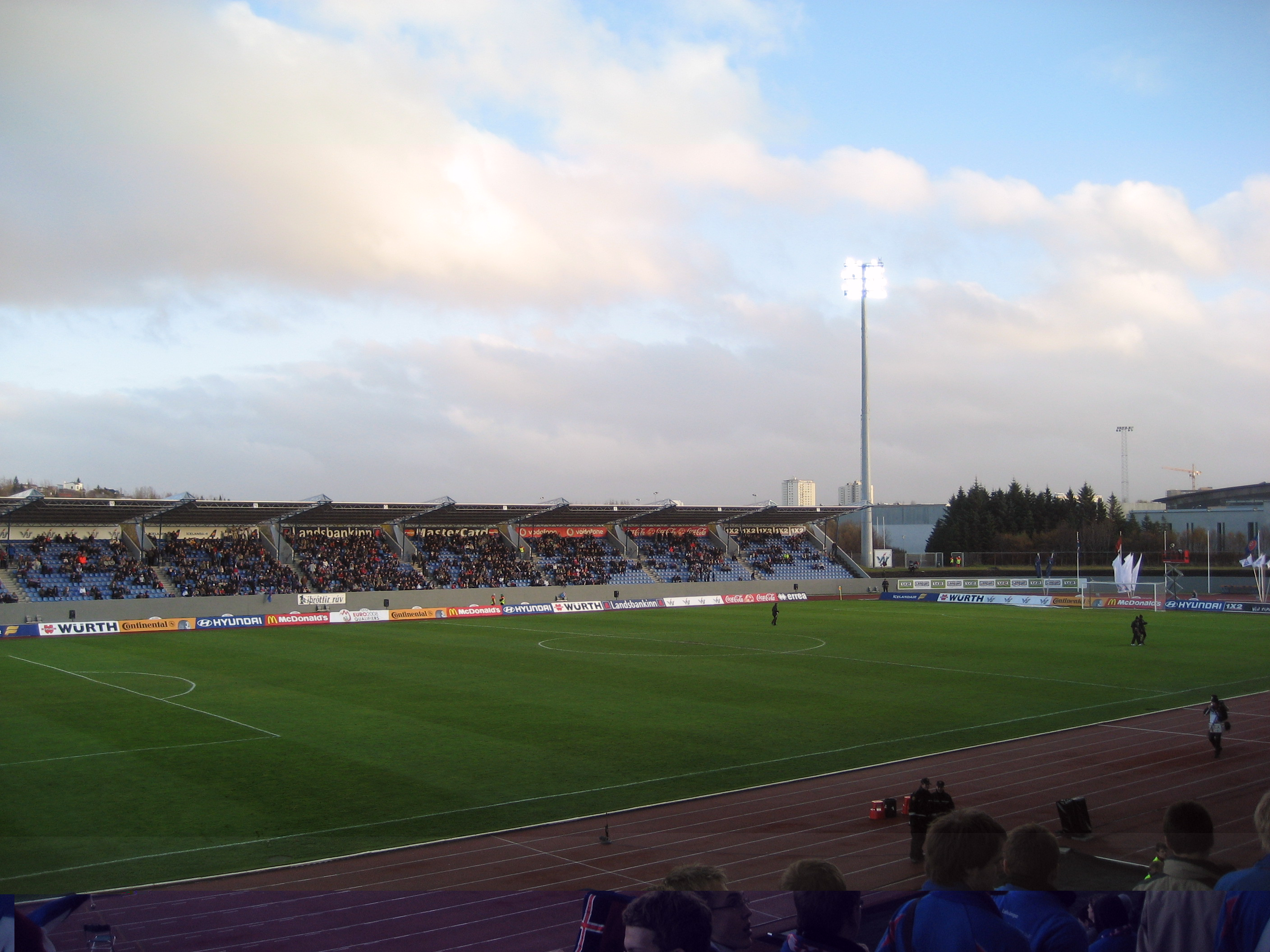
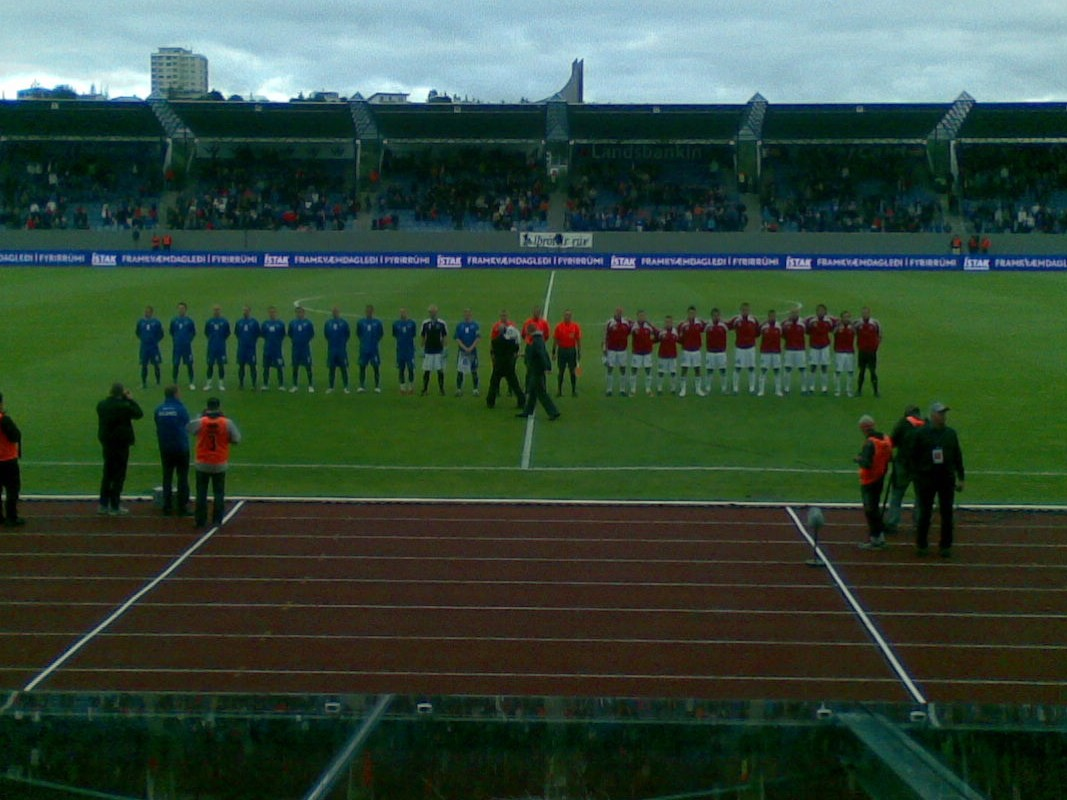
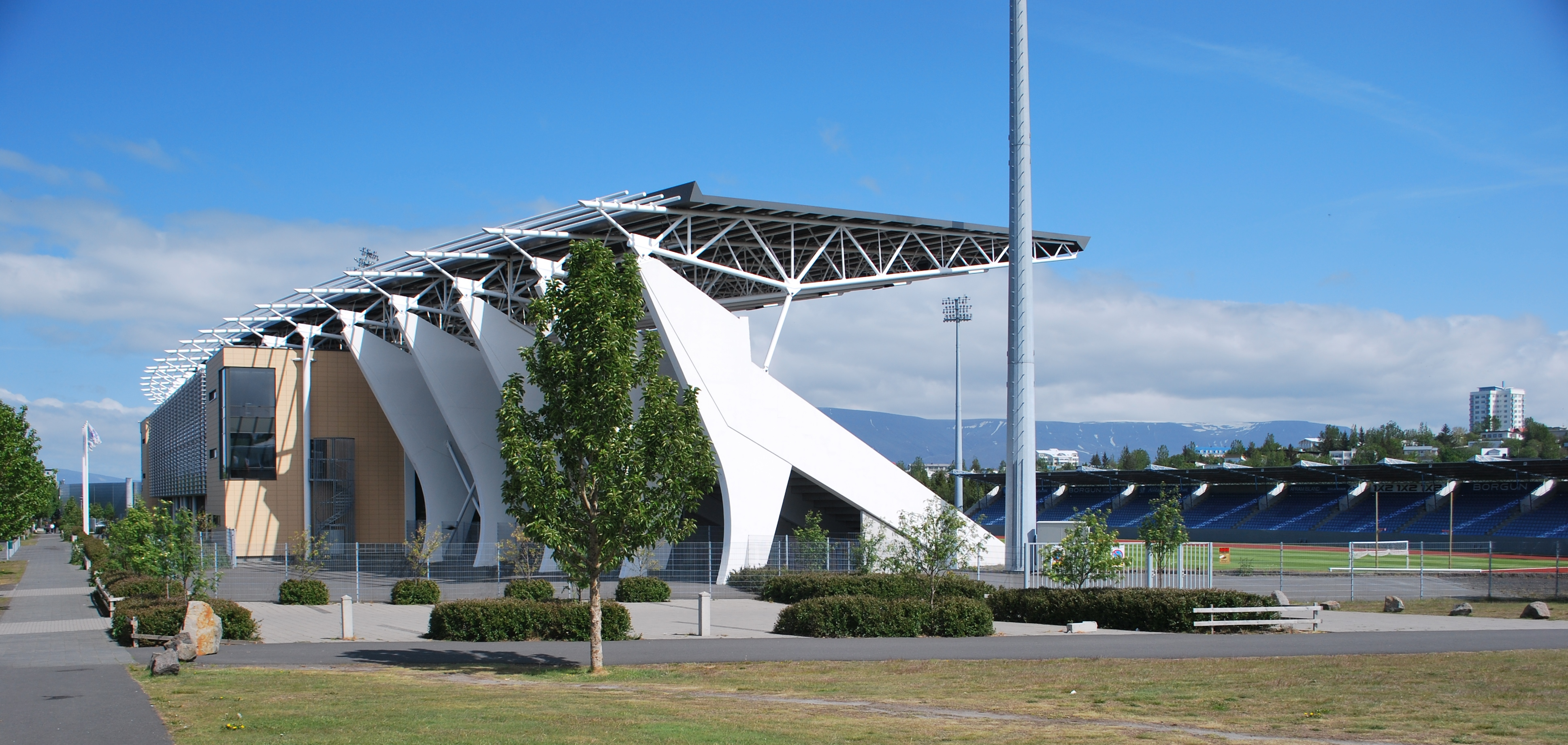